# Bišće
Bišće je bila zahumska rimokatolička župa i dvorac u srednjem vijeku.
Dvorac Bišće je bio u podgrađu Blagaja na Buni. Dvorac Bišće bio je političko sjedište i u 12. stoljeću. Postanak dvorca Marko Vego dovodi u svezi sa zahumskim knezovima iz obitelji Viševića. Nigdje drugdje u Podgrađu nema srednjovjekovnih ostataka ruševina, osim na pretpostavljenom mjestu dvorca. Marko Vego, Pavao Anđelić, Ante Kućan i Zdravko Marić smatraju da je s obzirom na veličinu nađenih objekata, estetski izgled ukrasa, ornamentiranost, tragova kanalizacijske mreže, tvrde da je to nedvojbeno ostatak srednjovjekovnog dvorca u Bišću u Podgrađu, koji spominju povijesni zapisi.
Za razvitak ovog kraja pogodovala je važna prometnica Via Narente koja je jadransko priobalje preko neretvanske doline povezivalo s bosanskim zaleđem. Stari rimski putevi zadržali su važnosti u srednjem vijeku. Duž cesta razvile su se naselja značaja trgovišta ili varoši. Najvažnije trgovačke ceste prolazile su kroz Bišće i Blagaj, u kojem je rezidirao humski knez Miroslav, za kojega je 1194. sagrađena crkva sv. Kuzme i Damjana, što je zapisano na Blagajskoj ploči ispisanoj hrvatskom ćirilicom. Gradnja crkve znači da je ovdje bilo značajno sjedište, makar lokalna značenja. Ploča je pronađena 1912. godine kod ruševina starog dvorca Bišća i lokaliteta Vrači, što čuva uspomenu na patrone crkve. Crkvu je posvetio dubrovački nadbiskup Bernardin. U tradiciji se sačuvalo da je ovdje osim crkve bio i samostan. Marko Vego, Pavao Anđelić, Ante Kućan i Zdravko Marić u smatraju da su ostatci zidova porušene građevine pronađeni u obližnjem vinogradu dosta vjerojatno ostatak samostana ili crkve.
Bišću je pripadao grad Blagaj. Pisci povijesnih vrela spominju dvorac Bišće ga u 14. stoljeću. Pri posjeti Humu ili prolazeći tuda u ostale oblasti današnje Hercegovine bosanski banovi i kraljevi često su boravili u Bišću.
U župi Bišću Blagaj je bio upravno središte na strateški važnom mjestu. Vladarski dvor je u Podgrađu kod Blagaja, a kamena sudačka stolica nađena je u obližnjem selu Kosorima. Od kralja Tvrtka bosanski vladari u Blagaju izdaju povelje. Od svibnja 1404. područjem Huma vladali su Stjepan Vukčić Kosača i njegov stric Sandalj Hranić Kosača. Područje je bilo poznato kao rezidencijalno mjesto hercegovačkih vladara i roda Hranića i Kosača. Vladali su sve do osmanskog osvajanja, kad ga je okupirala osmanska vojska pod vodstvom Ahmed-vojvode poslije 3. lipnja 1466. godine. U Podgrađu, gdje je bio vladarski dvor, došao je šerijatski sudac, u Blagaju je dovedena stalna utvrdna posada s dizdarom te se stvara vrlo prostrani blagajski kadiluk i od 1470. blagajski vilajet istih granica.